# Lim Chin Siong
Lim Chin Siong (en chino: 林清祥, en pinyin: Lín Qīng Xiáng; Singapur, 28 de febrero de 1933 - ib., 5 de febrero de 1996) fue un político y sindicalista singapurense. Destacado activista contra el mandato colonial británico, fue diputado por el Partido de Acción Popular de Lee Kuan Yew a finales de los años 1950. Posteriormente lideró la salida del sector izquierdista del partido para crear su propia formación, el Frente Socialista (Barisan Sosialis), bajo la cual se opuso al acuerdo de integración de Singapur en Malasia. La trayectoria de Lim se vio truncada por dos detenciones sin juicio bajo acusaciones anticomunistas: la primera entre 1956 y 1959, durante el mandato colonial, y la segunda entre 1963 y 1969. Después de un intento de suicidio, obtuvo el indulto con la condición de abandonar su carrera política.

## Biografía
Nacido en 1933 de una familia trabajadora de etnia china, era el segundo hijo de trece hermanos. Desde los tres hasta los doce años estuvo viviendo en Malasia porque sus padres emigraron. Tras regresar a Singapur, completó la educación secundaria a los quince años y tuvo que dejar los estudios para trabajar en la tienda familiar. No obstante, sus padres le permitieron inscribirse en el Liceo Católico, fundado por misioneros franceses, y posteriormente ingresó en el Instituto Chino.
En los años 1950 comenzó a militar en la Liga Antibritánica, un movimiento de chinos singapurenses contrario al mandato colonial británico. Sus actividades políticas le llevaron a ser expulsado de instituto. Posteriormente se involucró en los sindicatos de trabajadores, destacando por su capacidad oratoria, y fue ascendiendo puestos hasta llegar a la secretaría general del principal sindicato de Singapur en 1954, convirtiéndose en un referente del nacionalismo de izquierda singapurense.
Lim Chin Siong era hablante nativo de chino hokkien, y había aprendido inglés y malayo.
En sus últimos años de vida estuvo apartado de la vida pública y padeció problemas de salud. Después de sufrir un infarto en 1980, se sometió dos años más tarde a un baipás coronario. Falleció el 5 de febrero de 1996 por insuficiencia cardíaca, a los 62 años.

## Trayectoria política
Atraído por su capacidad retórica, el dirigente Lee Kuan Yew le convenció para unirse al recién creado Partido de Acción Popular (PAP) y atraer así el apoyo de los sindicatos a la causa anticolonial. Lim fue uno de los tres miembros del PAP que obtuvo escaño en los comicios de 1955, los primeros bajo elecciones directas, y a sus 22 años se convirtió en el diputado más joven de la historia del país. Dentro de su formación, lideraba el ala izquierdista que aspiraba a la independencia de Singapur bajo el liderazgo de la etnia china, y que contaba con el apoyo tanto de los sindicatos como de los comunistas.
Lim fue arrestado en 1956 durante el mandato del ministro jefe Lim Yew Hock, quien acusó a los líderes sindicales de haber instigado los disturbios de Hock Lee Bus. Su situación cambió cuando Singapur obtuvo autonomía total de los británicos; tras las elecciones de 1959, en las que el PAP sacó mayoría absoluta gracias al apoyo de la población de habla china, el dirigente fue indultado y se convirtió en uno de los hombres fuertes del partido.
Aunque Lee Kuan Yew trató de controlar a la facción izquierdista del PAP, esta terminó escindiéndose en 1961 para conformar un nuevo partido político, el Frente Socialista (Barisan Sosialis, BS), del que Lim Chin Siong sería secretario general. La creación del nuevo partido había dejado al PAP en una frágil situación, pues habían perdido casi todo su entramado administrativo.
Los dirigentes socialistas se oponían a la integración de Singapur en la Federación Malaya, la propuesta estrella de Lee Kuan Yew, porque en su opinión infrarrepresentaba a los singapurenses en el nuevo parlamento y diluía la influencia izquierdista. A pesar de que el BS boicoteó el referéndum de 1962 pidiendo el voto en blanco, los planes del presidente salieron adelante: más del 70% de la población votó a favor de la unión.

### Operación Coldstore
La carrera política de Lim terminó de forma abrupta a raíz de una revuelta social en Brunéi liderada por Azahari, un político izquierdista contrario a integrar el sultanato en la Federación Malaya. La rebelión tuvo lugar en diciembre de 1962 y fue sofocada de inmediato por los británicos, quienes descubrieron que el secretario general del Frente Socialista se había reunido con Azahari días antes del conflicto.
El 2 de febrero de 1963 se produjo la operación Coldstore, por la cual unas 100 personas vinculadas al BS fueron arrestadas sin juicio previo, entre ellas Lim Chin Siong, bajo acusaciones de «conspiración comunista». Dicha operación fue impulsada y negociada entre las autoridades británicas, singapurenses y malayas con el objetivo de descabezar cualquier influencia socialista en Singapur, en buena medida por las presiones del líder malayo Tunku Abdul Rahman. El gobierno de Lee Kuan Yew justificó la operación para evitar «una Cuba» en el Sudeste Asiático. No obstante, Lim siempre había negado que fuese comunista, definiéndose más próximo al nacionalismo de izquierda, y el BS consideró que los arrestos eran una venganza política.
La detención de Lim despejó el camino para que el PAP revalidara su mayoría absoluta en las elecciones generales de 1963, al obtener 37 diputados frente a los 13 del BS. Los socialistas se quedaron solo a 80 000 votos de distancia, pero se vieron perjudicados por el sistema electoral de sufragio directo. La integración en Malasia se produjo en septiembre de ese mismo año, pero en 1965 Singapur fue expulsada de la Federación y terminaría convirtiéndose en un estado independiente, gobernado de facto por el PAP como partido único.
Lim Chin Siong permaneció encarcelado durante seis años y sus condiciones físicas empeoraron, al punto de padecer una depresión por la que intentó suicidarse en 1969. Tras ser ingresado en urgencias, el dirigente pidió el indulto a cambio de abandonar la política, a lo que el gobierno de Lee Kuan Yew accedió. Después de casarse, Lim se exilió con su familia en Londres (Reino Unido), estuvo trabajando como frutero y no regresó a su país natal hasta 1979.